# Марк Гавий Сквила Галикан (консул 150 г.)
Вижте пояснителната страница за други личности с името Галикан.
Марк Гавий Сквила Галикан (на латински: Marcus Gavius Squilla Gallicanus) e политик на Римската империя.
Произлиза от Верона. Син е на Марк Гавий Сквила Галикан (консул 127 г.).
Галикан става консул през 150 г. заедно със Секст Карминий Вет и през 165 г. проконсул на Азия.
Той е женен с Помпея Агрипинила. Неговите деца са Марк Гавий Корнелий Цетег (консул 170 г.) и Гавия Корнелия Цетегила.